# Y-STR
Y-STR是指Y染色体上的短串联重复序列（STR）位點。 Y-STR通常可以用於法医學、亲子鉴定和家族DNA檢測。     
Y染色体仅在雄性中发现，且仅通過父亲遺傳，因此任何父系成員中的Y染色体实际上都幾乎相同。这导致父系成員Y-STR样本之间的区别很少。 如果两个人有4个Y-STR完全匹配，他们拥有共同父系祖先的概率近95%，若有5到9个Y-STR完全匹配，概率则将近100%。

## 命名法
Y-STR由人类基因组组织基因命名委员会 （HGNC）命名。 

## 另見
- 串联重复

### 图表
- 美国国家标准技术研究院（NIST） （页面存档备份，存于） — Y染色体上的Y STR位置

### 实况报道
- 美国国家标准与技术研究院（NIST） （页面存档备份，存于） — Y染色体STR基因座和可用的情况说明书的摘要列表
- 美国国家标准技术研究院（NIST） （页面存档备份，存于） — STR情况说明书
- dna.reinyday.com （页面存档备份，存于） — DYS464

### 资料库
- yhrd.org （页面存档备份，存于） — Y染色体单倍型参考数据库
- usystrdatabase.org —美国Y-STR数据库
- （页面存档备份，存于） — Applied Biosystems YFiler数据库
- ysearch.org （页面存档备份，存于） — Y-DNA数据库

### 讲解
- 了解Y-DNA短串联重复序列（STR） （页面存档备份，存于）
- STR培训材料 （页面存档备份，存于）